# Дейкін (Небраска)
Дейкін (англ. Daykin) — селище (англ. village) в США, в окрузі Джефферсон штату Небраска. Населення — 153 особи (2020).

## Географія
Дейкін розташований за координатами 40°19′18″ пн. ш. 97°17′54″ зх. д. / 40.32167° пн. ш. 97.29833° зх. д. (40.321720, -97.298328).  За даними Бюро перепису населення США в 2010 році селище мало площу 0,43 км², уся площа — суходіл.

## Демографія
Згідно з переписом 2010 року, у селищі мешкало 166 осіб у 75 домогосподарствах у складі 49 родин. Густота населення становила 391 особа/км².  Було 84 помешкання (198/км²).
Расовий склад населення:
| - 95,8 % — білих - 3,0 % — чорних або афроамериканців |

До двох чи більше рас належало 0,6 %. Частка іспаномовних становила 4,8 % від усіх жителів.
За віковим діапазоном населення розподілялося таким чином: 22,3 % — особи молодші 18 років, 50,0 % — особи у віці 18—64 років, 27,7 % — особи у віці 65 років та старші. Медіана віку мешканця становила 46,0 року. На 100 осіб жіночої статі у селищі припадало 97,6 чоловіків;  на 100 жінок у віці від 18 років та старших — 92,5 чоловіків також старших 18 років.
Середній дохід на одне домашнє господарство  становив 71 712 долари США (медіана — 46 667), а середній дохід на одну сім'ю — 77 490 доларів (медіана — 61 000). За межею бідності перебувало 22,5 % осіб, у тому числі 35,6 % дітей у віці до 18 років та 17,6 % осіб у віці 65 років та старших.
Цивільне працевлаштоване населення становило 83 особи. Основні галузі зайнятості: освіта, охорона здоров'я та соціальна допомога — 24,1 %, роздрібна торгівля — 19,3 %, виробництво — 13,3 %, сільське господарство, лісництво, риболовля — 8,4 %.